# 13407 Ikukomakino
13407 Ikukomakino este o planetă minoră (asteroid), cu un diametru de 8,444 km, din centura de asteroizi. A fost descoperită pe 4 octombrie 1999 la Saint-Michel-sur-Meurthe⁠(d) de Kazurō Watanabe⁠(d). 
Obiectul prezintă o orbită caracterizată de o semiaxă mare de 3,0928471 UAi, o excentricitate de 0,25, o înclinație de 2,21055 ° în raport cu ecliptica.